# Більманська лісова дача
Ландшафтний заказник місцевого значення «Більманська лісова дача» — один з об'єктів природно-заповідного фонду Запорізької області, ландшафтний заказник місцевого значення.

## Розташування
Заказник розташований у Більмацькому районі Запорізької області на території Більманського лісництва Державного підприємства «Пологівське лісомисливське господарство», квартали 40-77.

## Історія
Ландшафтний заказник місцевого значення «Більманська лісова дача» був оголошений рішенням Запорізької обласної ради народних депутатів шостого скликання № 17 від 30 травня 2013 року.

## Мета
Мета створення заказника — збереження ландшафтного та біологічного різноманіття, підтримання екологічного балансу, раціональне використання природних і рекреаційних ресурсів Запорізької області.

## Значення
Ландшафтний заказник місцевого значення «Більманська лісова дача» має особливе природоохоронне, естетичне і пізнавальне значення.

## Загальна характеристика
Загальна площа ландшафтного заказника місцевого значення «Більманська лісова дача» становить 389,0 га.

## Флора
На території заказника переважає лісова рослинність. Тут ростуть такі породи дерев: ясени звичайний та зелений, дуб звичайний, явір, черемхи звичайна та віргінська, берест, робінія псевдоакація, в'яз та інші. У підліску зустрічаються астрагал солодколистий, ряст Маршаллів, жимолость татарська.

## Фауна
На території заказника мешкають представники ентомофауни, занесені до Червоної книги України — махаон, подалірій, поліксена, жук-олень, рогач звичайний.